# Verbandsbeschwerderecht
Das Verbandsbeschwerderecht ist im Schweizer Recht eine besondere Form der Verbandsklage, mit der Organisationen, die sich dem Naturschutz, dem Heimatschutz, der Denkmalpflege oder verwandten Zielen widmen, Verfügungen der kantonalen Behörden oder der Bundesbehörden rügen können. Die rechtliche Basis bilden das Bundesgesetz über den Umweltschutz (USG; Art. 55–55f), das Bundesgesetz über den Natur- und Heimatschutz (NHG; Art. 12–12f) und das Bundesgesetz über die Gentechnik im Ausserhumanbereich (GTG; Art. 28).

## Geschichte

### Entstehung
Das Verbandsbeschwerderecht wurde mit dem Bundesgesetz über den Natur- und Heimatschutz vom 12. November 1965 (NHG) eingeführt. Zuvor wurde die Beschwerdelegitimation von Organisationen im Bereich des Heimat- und Umweltschutzes mehrfach vom Bundesgericht abgelehnt; das Beschwerderecht gegen behördliche Erlasse (Gesetze und Verordnungen) oder Verfügungen (z. B. Wasserrechtskonzessionen) umfasste nur Individualinteressen, aber keine Interessen der Allgemeinheit; die Wahrung der öffentlichen Interessen war somit nur Sache der Behörden. Um den Naturschutzvereinigungen eine bessere Verhandlungsposition gegenüber den Behörden zu geben, wurde ihnen ein Verwaltungsbeschwerderecht gewährt. Es wurde jedoch darauf geachtet, keine «Popularklage» zu schaffen; beschwerdeberechtigt sind nur gesamtschweizerische Vereinigungen und z. B. keine Komitees für Einzelfälle.
Analog zum NHG wurde mit dem Bundesgesetz über den Umweltschutz vom 7. Oktober 1983 (USG) ebenfalls ein Verwaltungsbeschwerderecht für Umweltschutzorganisationen vorgesehen. Dieses Beschwerderecht umfasst alle Projekte, die der Pflicht zur Umweltverträglichkeitsprüfung unterstehen. Der Bundesrat war ferner der Meinung, dass richterliche Entscheide von unabhängigen Gerichten die Glaubwürdigkeit von umstrittenen behördlichen Entscheiden gegenüber den Bürgern stärkten.
Mit dem Bundesgesetz über die Gentechnik im Ausserhumanbereich (GTG) vom 21. März 2003 wurde das Verbandsbeschwerderecht auch auf dieses Gesetz ausgeweitet.

### Verschärfungen nach Beschwerden gegen das Hardturm-Stadion
2004/2005 sorgte der Fall des kombinierten Einkaufszentrums und Stadions Hardturm in Zürich für eine heftige öffentliche Auseinandersetzung um das Verbandsbeschwerderecht. Anwohner und der Verkehrs-Club der Schweiz (VCS) hatten Beschwerde gegen das Projekt geführt, nachdem sich die Bevölkerung der Stadt Zürich im September 2003 mit deutlicher Mehrheit für dieses Projekt ausgesprochen hatte. Da die aufschiebende Wirkung der Beschwerden den rechtzeitigen Bau des Stadions zur Nutzung während der Fussball-Europameisterschaft 2008 verunmöglichte und den Austragungsort Zürich gefährdete, kam es zu einer nationalen politischen Auseinandersetzung.
In der Folge kam es im Parlament bei den Beratungen der parlamentarischen Initiative von Ständerat Hans Hofmann zu zahlreichen Einschränkungen des Verbandsbeschwerderechts im USG:
- Beschwerdeberechtigte Organisationen müssen gesamtschweizerisch tätig sein, rein ideelle Ziele verfolgen und seit mindestens zehn Jahren aktiv sein.
- Gegenstand einer Beschwerde nach USG sind nur Projekte, die einer Umweltverträglichkeitsprüfung unterstehen.
- Organisationen verlieren ihr Beschwerderecht gegen ein Projekt, wenn sie sich nicht an dessen Einspracheverfahren beteiligen (d. h. frühestmögliche Beteiligung).
- Falls gegen Nutzungspläne mit Verfügungscharakter keine Beschwerden erfolgten, können diese Bestimmungen in späteren Verfahren nicht mehr angefochten werden.
- Abmachungen über Bestimmungen des öffentlichen Rechts zwischen Gesuchsteller von Projekten und Organisationen gelten nur als gemeinsame Anträge an die Behörde; Vertragsstrafen sind dabei ausgeschlossen.
- Zahlungen für den Verzicht auf Einsprachen sind verboten.
- Bauarbeiten können vor Abschluss des Beschwerdeverfahrens begonnen werden, sofern der Ausgang des Verfahrens nicht beeinflusst wird.
- Falls eine Organisation ein Verfahren verliert, muss sie die Verfahrenskosten in jedem Fall tragen.

Die Revision des USG wurde in den Schlussabstimmungen am 20. Dezember 2006 im Ständerat ohne Gegenstimme und im Nationalrat mit 176 zu 13 Stimmen angenommen. Sie trat auf Juli 2007 in Kraft.

### Verbandsbeschwerderechts-Initiative
Auch als Reaktion auf die Beschwerdeverfahren gegen das Hardturm-Stadion wurde von der Zürcher Kantonalsektion der Freisinnig-Demokratischen Partei die eidgenössische Volksinitiative «Verbandsbeschwerderecht: Schluss mit der Verhinderungspolitik – Mehr Wachstum für die Schweiz!» lanciert, welche das Verbandsbeschwerderecht nach demokratisch gefällten Entscheiden ausschliessen wollte. Gemäss dem vorgeschlagenen neuen Art. 30a der Bundesverfassung sollte das Verbandsbeschwerderecht in Umwelt- und Raumplanungsangelegenheiten  ausgeschlossen werden bei
«a. Erlassen, Beschlüssen und Entscheiden, die auf Volksabstimmungen in Bund, Kantonen oder Gemeinden beruhen;
b. Erlassen, Beschlüssen und Entscheiden der Parlamente des Bundes, der Kantone oder Gemeinden.»
Rechtsbürgerliche Parteien und Wirtschaftsverbände setzten sich für die Initiative ein. Das Verbandsbeschwerderecht verzögere Projekte und schade der Wirtschaft, indem es unnötige Kosten verursache. Die Gegner der Linken und der Mitte bekämpften die Initiative, ebenso Umweltschutzorganisationen und zahlreiche Staatsrechtsprofessoren. Das Verbandsbeschwerderecht sei ein wichtiges Element des Rechtsstaates. Die geforderten Restriktionen würden die Umsetzung von Umweltschutzrechten gefährden. Die am 20. Dezember 2006 beschlossene Revision des USG habe das Missbrauchsrisiko bereits beseitigt.
Die Initiative wurde am 30. November 2008 vom Schweizer Volk mit 66 % Nein-Stimmen und von allen Ständen verworfen.

## Beschwerdeberechtigte Vereine
Die in Sachen Umwelt- oder Natur- und Heimatschutz beschwerdeberechtigten Vereine werden vom Bundesrat in einer Verordnung aufgelistet. Damit ein Verband beschwerdeberechtigt werden kann, müssen bestimmte Bedingungen statutarisch und tatsächlich erfüllt sein:
- Der Verband setzt sich für Umweltschutz bzw. Natur- und Heimatschutz ein.
- Der Verband ist gesamtschweizerisch tätig.
- Der Verband erfüllt die oberen Voraussetzungen seit mindestens zehn Jahren.

Aktuell sind 29 Organisationen beschwerdeberechtigt; davon haben 25 eine Beschwerdeberechtigung nach USG/GTG und 26 eine nach NHG.

## Gegenstand der Beschwerde
Das Beschwerderecht nach USG umfasst einerseits Anlagen, die nach Art. 10a einer Umweltverträglichkeitsprüfung unterstehen und im Anhang der Verordnung über die Umweltverträglichkeitsprüfung (UVPV) aufgeführt sind. Dabei handelt es sich um Anlagen, «welche Umweltbereiche erheblich belasten können» und «projekt- oder standortspezifischen Massnahmen» benötigen. Andererseits unterliegen auch Bewilligungen über das Inverkehrbringen von pathogenen Organismen und deren Verwendung in der Umwelt dem Beschwerderecht.
Gegenstand einer Verbandsbeschwerde nach Art. 12 NHG sind Verfügungen von kantonalen Behörden oder Bundesbehörden, die eine Bundesaufgabe im Zusammenhang mit dem Natur- oder Heimatschutz wahrnehmen. Dabei kann es sich auch um Bundesaufgaben im Zusammenhang mit anderen Bundeserlassen als dem NHG wie dem Gewässerschutzgesetz (GSchG) oder dem Jagdgesetz (JSG) handeln. Ferner hat das Bundesgericht geurteilt, dass sich jene Bundesaufgaben auch unmittelbar aus Verfassungsbestimmungen wie Art. 75b BV (Beschränkung von Zweitwohnungen) ergeben können.
Verbandsbeschwerden nach GTG umfassen Bewilligungen über das Inverkehrbringen von gentechnisch veränderten Organismen und deren Verwendung in der Umwelt.

### Beschwerdeberechtigung von Organisation in anderen Gesetzen
Während nur die oben genannten Rechtsinstrumente typischerweise als «Verbandsbeschwerde» bezeichnet werde, existieren auch in den folgenden Gesetzen Beschwerdebefugnisse für Organisationen gegen Verfügungen der Kantone oder des Bundes, auch wenn keine individuelle Betroffenheit vorliegt:
- Preisüberwachungsgesetz (PüG): Beschwerderecht für Konsumentenschutzorganisationen
- Bundesgesetz über Fuss- und Wanderwege (FWG): Beschwerderecht für vom UVEK anerkannten Fachorganisationen
- Gleichstellungsgesetz (GlG): Beschwerdeberechtigung von Organisationen, die sich seit mindestens zehn Jahren für Geschlechtergleichstellung einsetzen, bei einer grossen Anzahl betroffenen Arbeitnehmer
- Behindertengleichstellungsgesetz (BehiG): Beschwerdeberechtigung von Behindertenorganisationen, die seit mindestens zehn Jahren bestehen, bei Benachteiligung einer grossen Zahl Behinderter

## Erfolg von Verbandsbeschwerden
Das Bundesamt für Umwelt publiziert jährlich Statistiken zum Ausgang von Verbandsbeschwerde-Verfahren.
| Jahr | Total Beschwerden | gutgeheissen | gutgeheissen | teilweise gutgeheissen | teilweise gutgeheissen | abgewiesen/nicht eingetreten | abgewiesen/nicht eingetreten | Rückzug mit Vereinbarung | Rückzug mit Vereinbarung | Rückzug ohne Vereinbarung | Rückzug ohne Vereinbarung | Gegenstands-losigkeit | Gegenstands-losigkeit |
| ---- | ----------------- | ------------ | ------------ | ---------------------- | ---------------------- | ---------------------------- | ---------------------------- | ------------------------ | ------------------------ | ------------------------- | ------------------------- | --------------------- | --------------------- |
|      | abs.              | abs.         | in %         | abs.                   | in %                   | abs.                         | in %                         | abs.                     | in %                     | abs.                      | in %                      | abs.                  | in %                  |
| 2008 | 52                | 26           | 50 %         | 6                      | 11,5 %                 | 6                            | 11,5 %                       | 7                        | 13,5 %                   | 0                         | 0 %                       | 7                     | 13,5 %                |
| 2009 | 75                | 38           | 50,7 %       | 8                      | 10,7 %                 | 14                           | 18,7 %                       | 4                        | 5,3 %                    | 1                         | 1,3 %                     | 10                    | 13,3                  |
| 2010 | 63                | 31           | 49,2 %       | 6                      | 9,5 %                  | 14                           | 22,2 %                       | 3                        | 4,8 %                    | 2                         | 3,2 %                     | 7                     | 11,1 %                |
| 2011 | 71                | 30           | 42,5 %       | 9                      | 12,5 %                 | 18                           | 25,5 %                       | 4                        | 5,5 %                    | 5                         | 7 %                       | 5                     | 7 %                   |
| 2012 | 81                | 43           | 53 %         | 8                      | 9,9 %                  | 18                           | 22,2 %                       | 2                        | 2,5 %                    | 2                         | 2,5 %                     | 8                     | 9,9 %                 |
| 2013 | 83                | 39           | 47 %         | 3                      | 3,6 %                  | 13                           | 15,7 %                       | 5                        | 6 %                      | 3                         | 3,6 %                     | 20                    | 24,1 %                |
| 2014 | 85                | 31           | 36,5 %       | 15                     | 17,6 %                 | 19                           | 22,4 %                       | 11                       | 12,9 %                   | 1                         | 1,2 %                     | 8                     | 9,4 %                 |
| 2015 | 62                | 22           | 35,5 %       | 16                     | 25,8 %                 | 12                           | 19,4 %                       | 4                        | 6,5 %                    | 1                         | 1,6 %                     | 7                     | 11,3 %                |
| 2016 | 74                | 38           | 51,4 %       | 11                     | 14,9 %                 | 13                           | 17,6 %                       | 4                        | 5,4 %                    | 6                         | 8,1 %                     | 2                     | 2,7 %                 |
| 2017 | 88                | 42           | 47,7 %       | 10                     | 11,4 %                 | 23                           | 26,1 %                       | 4                        | 4,5 %                    | 2                         | 2,3 %                     | 7                     | 8 %                   |
| 2018 | 49                | 16           | 32,7 %       | 8                      | 16,3 %                 | 11                           | 22,4 %                       | 7                        | 14,3 %                   | 3                         | 6,1 %                     | 4                     | 8,2 %                 |
| 2019 | 67                | 30           | 44,8 %       | 4                      | 6 %                    | 13                           | 19,4 %                       | 8                        | 11,9 %                   | 0                         | 0 %                       | 12                    | 17,9 %                |
| 2020 | 75                | 23           | 30,7 %       | 9                      | 12 %                   | 17                           | 22,7 %                       | 17                       | 22,7 %                   | 3                         | 4 %                       | 6                     | 8 %                   |
| 2021 | 61                | 21           | 34,4 %       | 9                      | 14,8 %                 | 16                           | 26,2 %                       | 2                        | 3,3 %                    | 1                         | 1,6 %                     | 12                    | 19,7 %                |
| 2022 | 54                | 23           | 42,6 %       | 3                      | 5,6 %                  | 11                           | 20,4 %                       | 7                        | 13 %                     | 0                         | 0 %                       | 9                     | 16,7 %                |
| 2023 | 54                | 17           | 31,5 %       | 3                      | 5,6 %                  | 18                           | 33,3 %                       | 7                        | 13 %                     | 1                         | 1,9 %                     | 8                     | 14,8 %                |

## Diskussion zur Einschränkung des Beschwerderechts
Von Seiten der Wirtschaft wird häufig kritisiert, dass die Beschwerden kostspielige Bewilligungsverfahren und Verzögerungen mit sich brächten, die Investitionen hemmten. Auch würden Organisationen faktisch die Stellung von Behörden bekommen. Auch weil die Wirtschaft in der Interessenabwägung gegenüber dem Umweltschutz zu kurz komme, entstünden volkswirtschaftliche Schäden. Auch wird den Organisationen vorgeworfen, dass sie ihre Rechte exzessiv und missbräuchlich einsetzten.
Weiter wird, vor allem von bürgerlichen Politikern, oft bemängelt, dass Beschwerden gegen Projekte, die in Abstimmungen vom Parlament order Volk angenommen wurden, undemokratisch seien.
Die Organisationen rechtfertigen ihr Recht mit der hohen Erfolgsquote vor Gericht und damit, dass sie ihre Instrumente nur bei Notwendigkeit einsetzen würden. Nur mit dem Beschwerderecht könne sichergestellt werden, dass gesetzliche Schutzbestimmungen auch eingehalten würden. Auch verweisen sie auf verschiedene Projekte, die dank ihrer Interventionen umweltverträglicher ausgestaltet worden seien. Linke Parteien betonen zudem das klare Resultat der Volksabstimmung über die Verbandsbeschwerderechts-Initiative und die Wichtigkeit von gerichtlichen Kontrollen als Teil der Rechtsstaatlichkeit.

### Einschränkung bei kleinen Projekten
Im März 2019 wurde von Philipp Matthias Bregy die parlamentarische Initiative «Kein "David gegen Goliath" beim Verbandsbeschwerderecht» eingereicht, welche eine Einschränkung des Verbandsbeschwerderechts bei kleinen Einzelprojekten innerhalb der Bauzone forderte. Nationalrat und Ständerat stimmten im September 2024 für den von der Kommission für Umwelt, Raumplanung und Energie des Nationalrats erarbeiteten Entwurf, das Beschwerderecht für Wohnbauten innerhalb von Bauzonen mit Geschossfläche von weniger als 200 m2 grundsätzlich abzuschaffen. Ausgenommen sind Wohnbauten
a. innerhalb von Ortsbildern von nationaler Bedeutung oder wenn die Vorhaben geschichtliche Stätten oder Kulturdenkmäler direkt betreffen oder wenn sie in unmittelbarer Nähe davon realisiert werden sollen; oder
b. innerhalb von Biotopen von nationaler, regionaler oder lokaler Bedeutung.
Die Änderung des NHG ist noch nicht in Kraft getreten.

### Einschränkungen beim Ausbau erneuerbarer Energien
Aufgrund von Verzögerungen beim Ausbau der erneuerbaren Energien gab es zahlreiche Forderungen für Einschränkungen bis zur Abschaffung des Verbandsbeschwerderechts in diesem Bereich.
Im Rahmen der «Solaroffensive» und angesichts der drohenden Strommangellage wurde im September 2022 ein dringliches Bundesgesetz erlassen, das u. a. Beschwerden gegen Photovoltaik-Grossanlagen und die Erhöhung der Grimsel-Staumauer erschwert. Während das Beschwerderecht der Organisationen an sich nicht angepasst wurde, wurde dem Interesse an der Realisierung gegenüber anderen Interessen ein höheres Gewicht zugesprochen. Das Gesetz wurde bis Ende 2025 befristet.
Im Juni 2023 stimmte das Parlament dem Vorliegen zu, auch für Windenergieanlagen von nationaler Bedeutung Bewilligungsverfahren zu vereinfachen. Auch wurde das Beschwerdeverfahren verkürzt, indem eine Beschwerde nur an das obere kantonale Gericht möglich ist. Eine Beschwerde ans Bundesgericht ist nur bei Rechtsfragen von grundsätzlicher Bedeutung möglich.
In der Frühjahrssession 2025 des Parlaments gab es im Rahmen des «Beschleunigungserlasses» Diskussionen um Einschränkungen des Verbandsbeschwerderechts bei 16 bestimmten Wasserkraft-Projekten. Während der Entwurf des Nationalrat vorsieht, bei Beschwerden ein gemeinsames Vorgehen von mindestens drei nationalen Organisationen zu fordern, will die zuständige Kommission des Ständerates bei diesen Projekten Beschwerden ganz ausschliessen. Dieses Votum löste heftige Kritik bei den Umweltverbänden aus; kritisiert wurde, dass damit das im Abstimmungsbüchlein festgehaltene Versprechen gebrochen werde, dass «die Beschwerdemöglichkeiten von Privaten und Verbänden aber bestehen bleiben». Von der ständerätlichen Kommission wurde der Eingriff mit der Versorgungssicherheit und dem raschen Vollzug der Energiewende begründet.